# Ouled Tebben
Ouled Tebben ou Tebbane (en arabe algérien أولاد تبان) est une commune de la wilaya de Sétif en Algérie.

## Ethnographie
La population locale descende des Ayad, issu des Athbedj des Banu Hilal venu du sud égyptien.

## Géographie

### Localisation
C'est une commune d'Algérie située dans le sud-ouest de la wilaya de Sétif. Cette commune est située à 69 km au sud de Sétif, à 65 km au sud-est de Bordj Bou Arreridj, à 79 km à l'est de M'Sila, et à 273 km au sud-est d'Alger.

C'est un village de moins de 25 000 habitants.
|                                                | Ras El Oued, Ouled Brahim (Bordj Bou Arreridj) |       |
| Taglait (Bordj Bou Arreridj), Dehahna (M'Sila) | Ouled Tebben                                   | Rasfa |
|                                                | Magra (M'Sila)                                 |       |

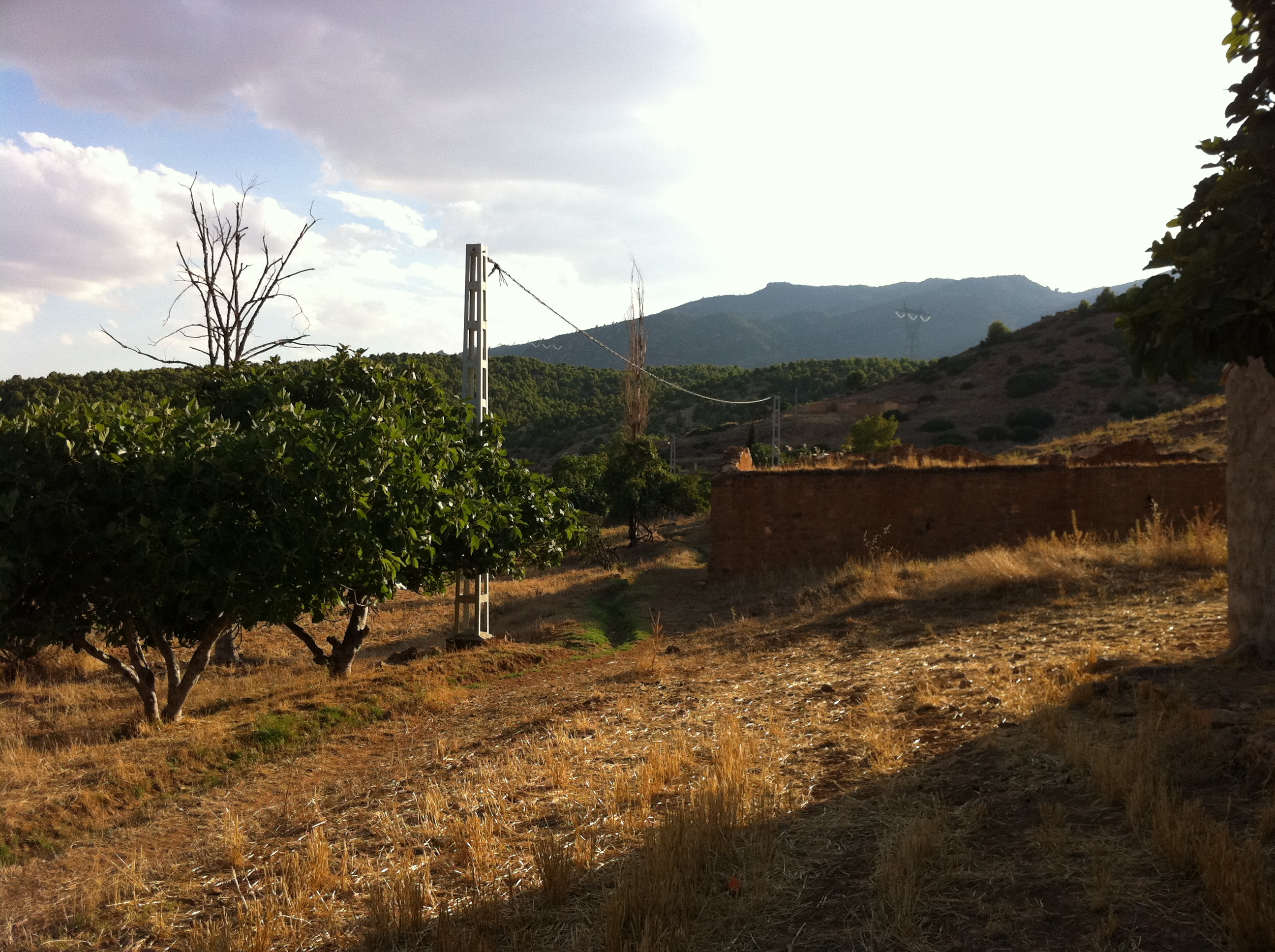
Lefhahma (Ouled Tebben, wilaya de Sétif)
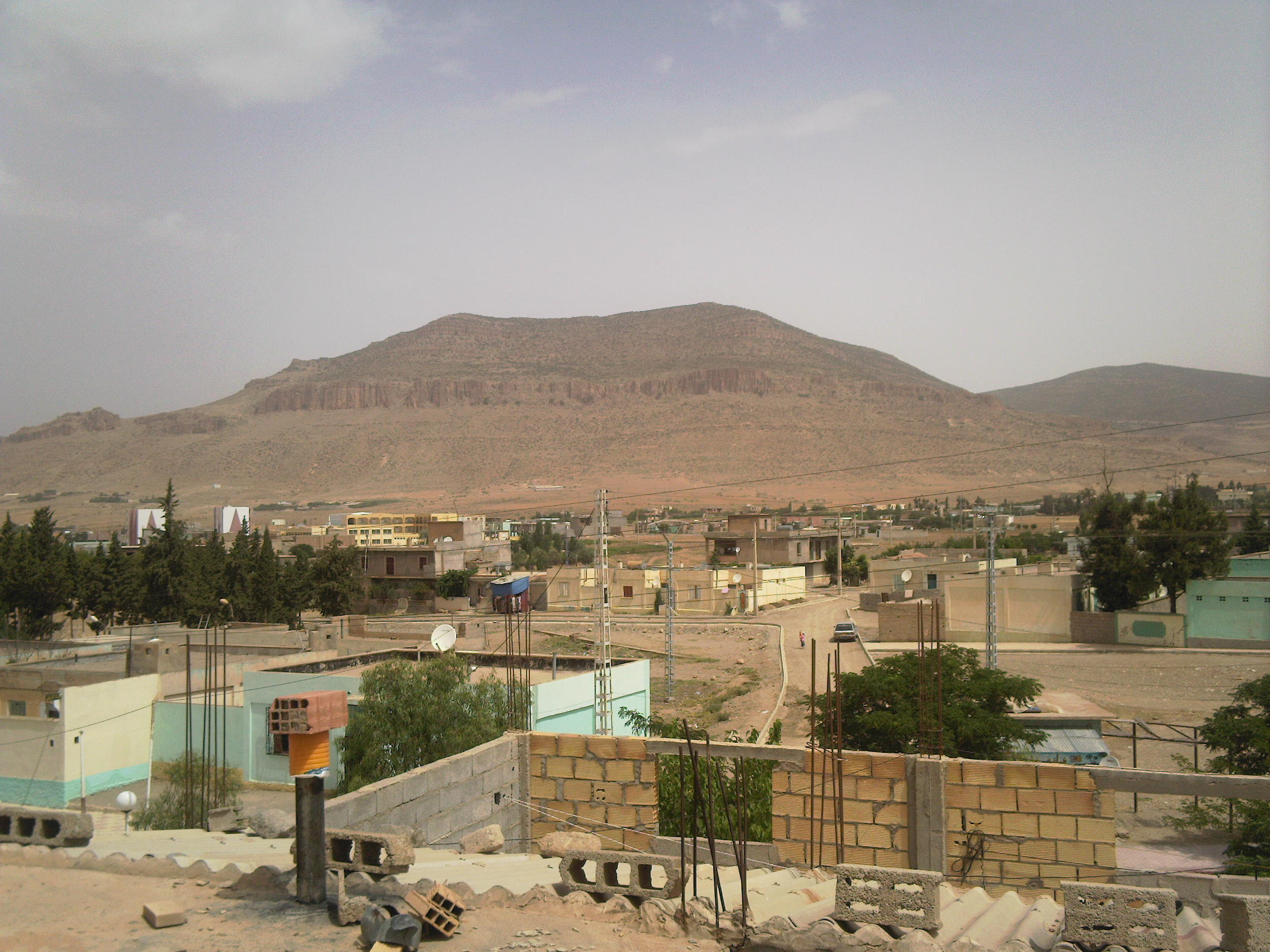
Vu depuis un toit
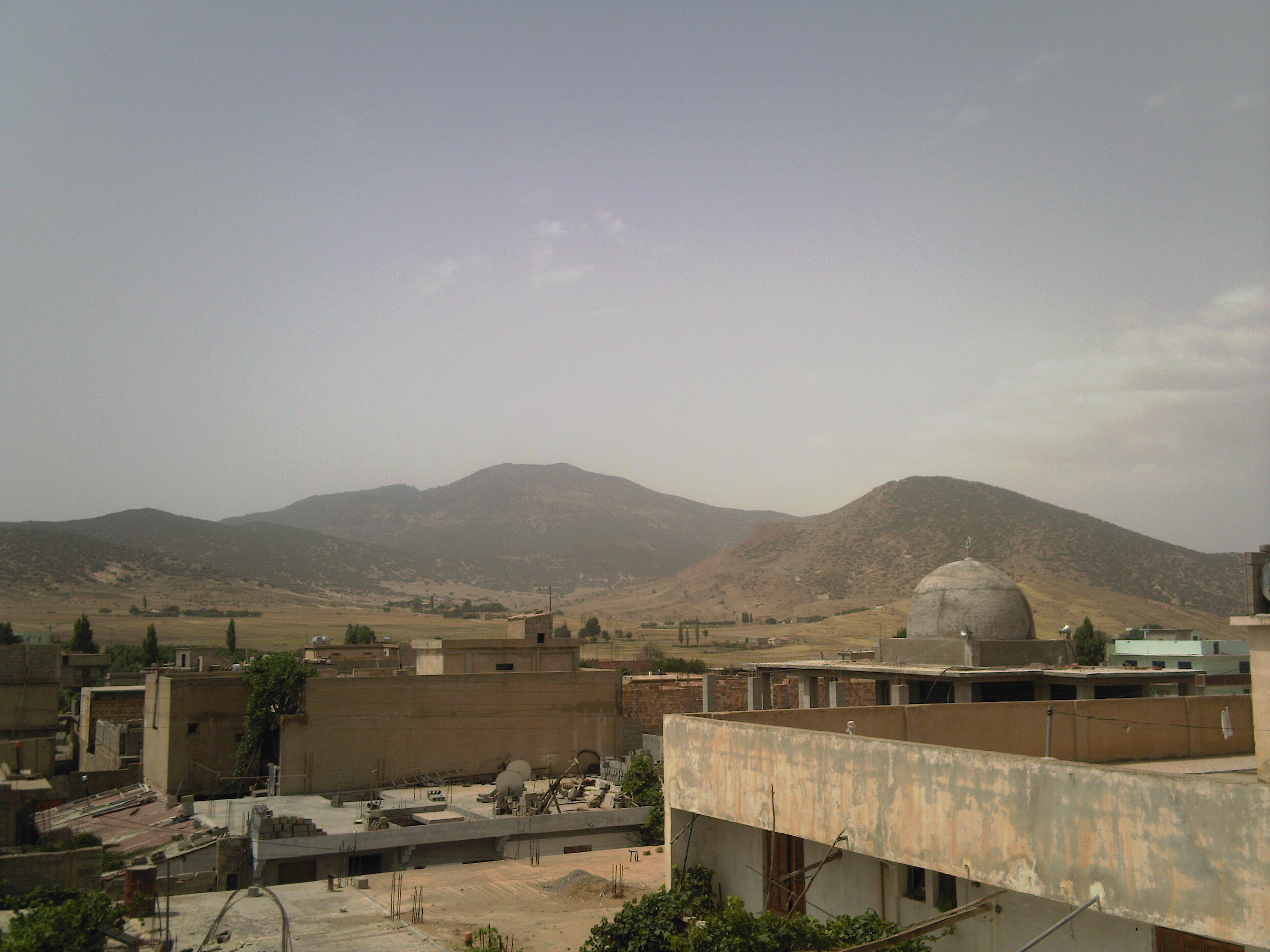
Habitations en construction
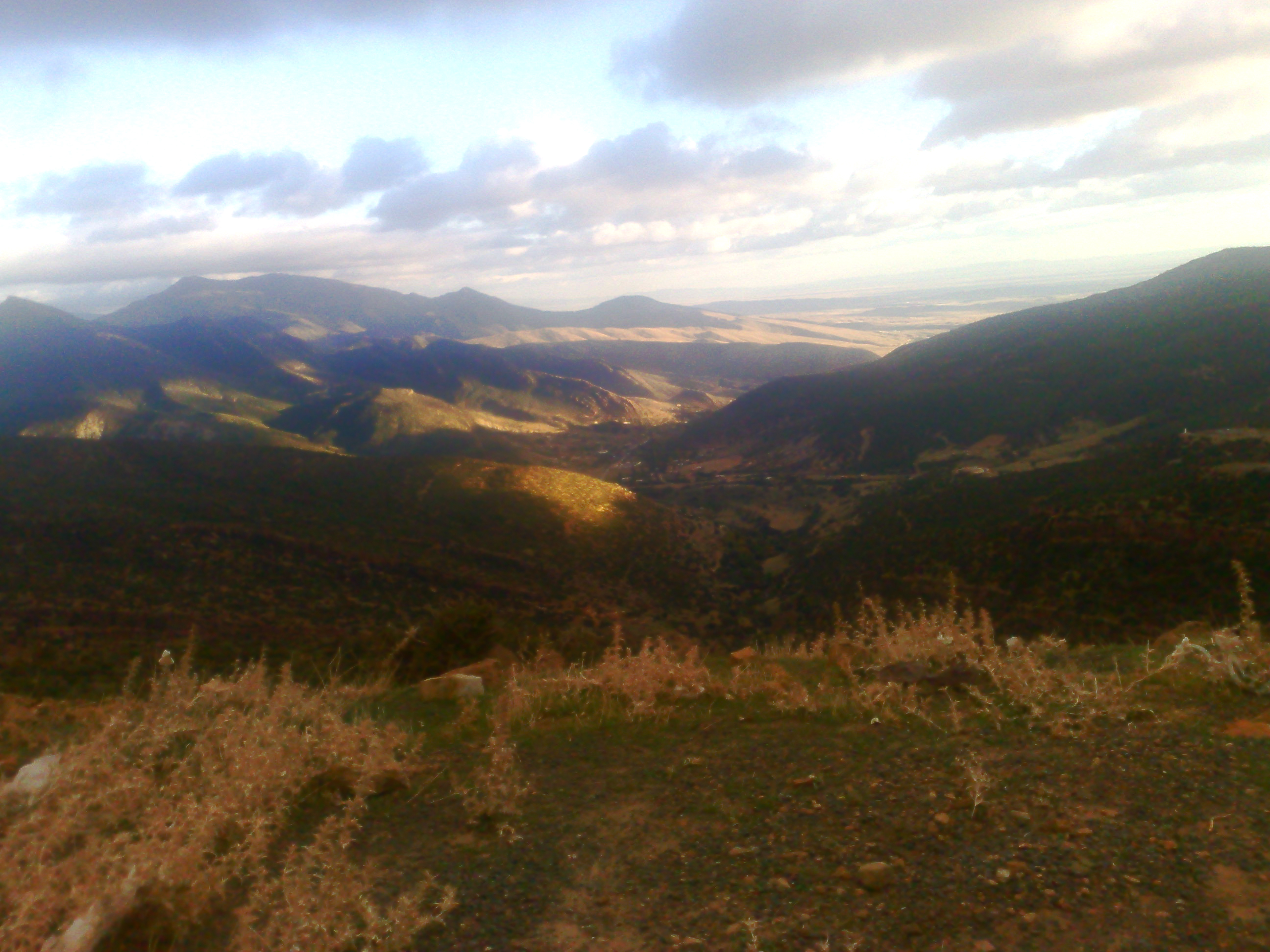
Paysage d'ouled tebben